# Alfredo Ovalle Rodríguez
Alfredo Ramón Luis Ovalle Rodríguez (Estación Central, Santiago, 29 de noviembre de 1937-Santiago, 4 de agosto de 2019) fue un abogado, empresario, dirigente gremial y consultor chileno, presidente de la Confederación de la Producción y del Comercio (CPC), la organización patronal más importante de su país, entre 2006 y 2008.

## Biografía
Nacido en una familia de empresarios mineros de la zona de Vallenar, Freirina y Huasco, en la región centro-norte de Chile, se formó como abogado en la Pontificia Universidad Católica de la capital. Posteriormente realizó cursos de especialización en derecho comparado en la Universidad de Nueva York, Estados Unidos, y de desarrollo económico en la Escuela de Economía y Ciencia Política de Londres, Reino Unido.
Inició su vida profesional como suplente del notario de Santiago, Enrique Morgan Torres. En diciembre de 1967 abandonó esta labor para incorporarse a la constructora Foram. Cuatro años después adquirió el 10 % de Foram Chilena Empresa Constructora de Viviendas Económicas, asumiendo como uno de sus tres administradores. Producto de esta actividad, entre 1976 y 1979 se desempeñó como vicepresidente de la Cámara Chilena de la Construcción.
Entre 1981 y 1985 participó como asesor ejecutivo de la presidencia de la cuprera estatal Codelco. En 1982, siendo presidente del Banco de Fomento del Bío-Bío, fue sometido a proceso en medio de la crisis del sistema financiero de ese año. Más tarde sería absuelto de todo cargo por la Corte Suprema.
Pese a ser socio desde mucho antes, por su participación en Sociedad Minera Las Cenizas, su labor en la Sociedad Nacional de Minería (Sonami) la inició recién en los años 1980, durante la presidencia de Guillermo Valenzuela Figari. Al consejo de la asociación gremial llegó por invitación de Hernán Guiloff, presidente del ente 1989 y 1992. A mediados de esa misma [década, acompañó a Hernán Hochschild en el directorio de la entidad como primer vicepresidente. Cuando este no pudo repostularse al máximo cargo, ocupó su lugar, tocándole enfrentar los últimos años del Gobierno de Ricardo Lagos y los primeros del primero de Michelle Bachelet. Dejó abruptamente la responsabilidad a fines de 2009.
En 2009 asumió la presidencia de la Confederación de la Producción y del Comercio, tras obtener 33 votos en la elección para el cargo, contra 30 de Carlos Eugenio Jorquiera y 11 de Luis Schmidt.

## Controversias
En 2009, un equipo de Ciper entrevistó a Ovalle por los supuestos vínculos comerciales con el oficial en retiro de la Armada, Humberto Olavarría Aranguren, que fue jefe financiero de la Dirección de Inteligencia Nacional (Dina), organismo represor creado por la dictadura de Augusto Pinochet, y con el expresidente de Panamá Guillermo Endara, pero declinó emitir comentarios. Días después, presentó su renuncia a la presidencia de la Sonami, argumentando motivos personales.
En abril de 2016, se realizó la publicación de los Panama Papers, filtración de documentos de la firma de abogados panameña Mossack Fonseca, que reveló la participación en sociedades offshore de personalidades públicas de todo el mundo. Entre los involucrados está Alfredo Ovalle, quien junto al abogado Raimundo Langlois Vicuña administraron la sociedad chilena Sierra Leona S.A., con base en Panamá, para triangular fondos del holding minero Las Cenizas.